# Vi Redd
Pour les articles homonymes, voir Redd.
Elvira Louise Redd dite "Vi Redd", née le 20 septembre 1928 et morte le 6 février 2022, est une saxophoniste, chanteuse de jazz et enseignante afro-américaine. 
Artiste accomplie, elle fut proche de Dizzy Gillespie et accompagna des musiciens aussi célèbres que Count Basie, Rahsaan Roland Kirk, Linda Hopkins et Marian McPartland.

## Biographie
Née en 1928, Elvira Louise Redd Vi Redd,, a grandi dans un foyer de musiciens, elle est formée par son père le musicien de jazz Alton Redd. Elle commence à jouer du saxophone à l'âge de 12 ans et à se produire professionnellement à l'âge de 20 ans. À 34 ans, elle devient la première femme instrumentiste à faire la une d'un festival de jazz.

## Discographie
- Bird Call (United Artists/Solid State, 1962)
- Lady Soul (Atco, 1962)
- Count Basie Live at Antibes 1968 (Rare Records)
- Gene Ammons / Dexter Gordon, The Chase (Prestige, 1970)
- Marian McPartland, Now's the time (Halcyon, 1977)